# Goleta de estayes

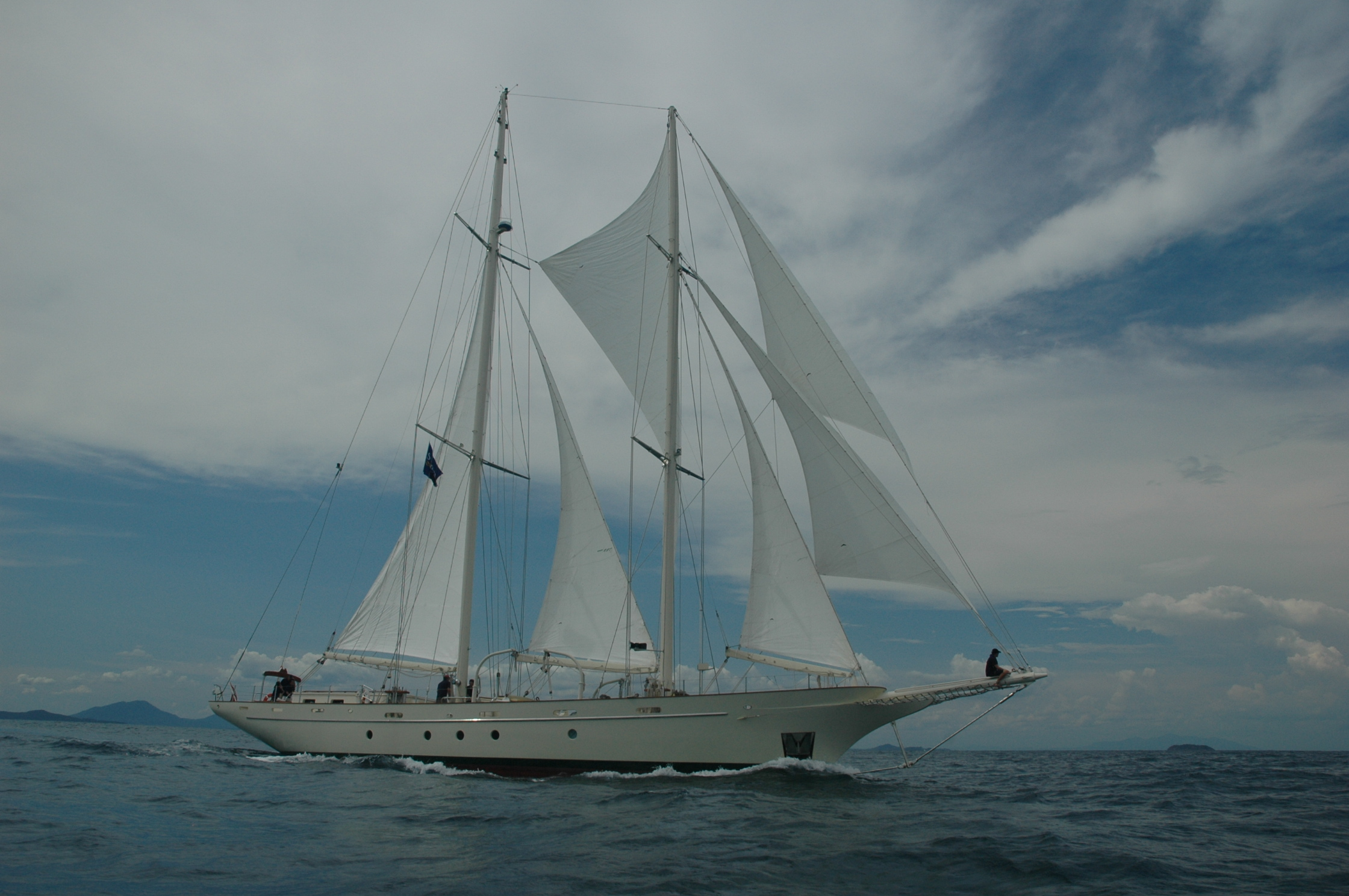
Goleta de estayes de dos palos Argo, navegando amurada a estribor.

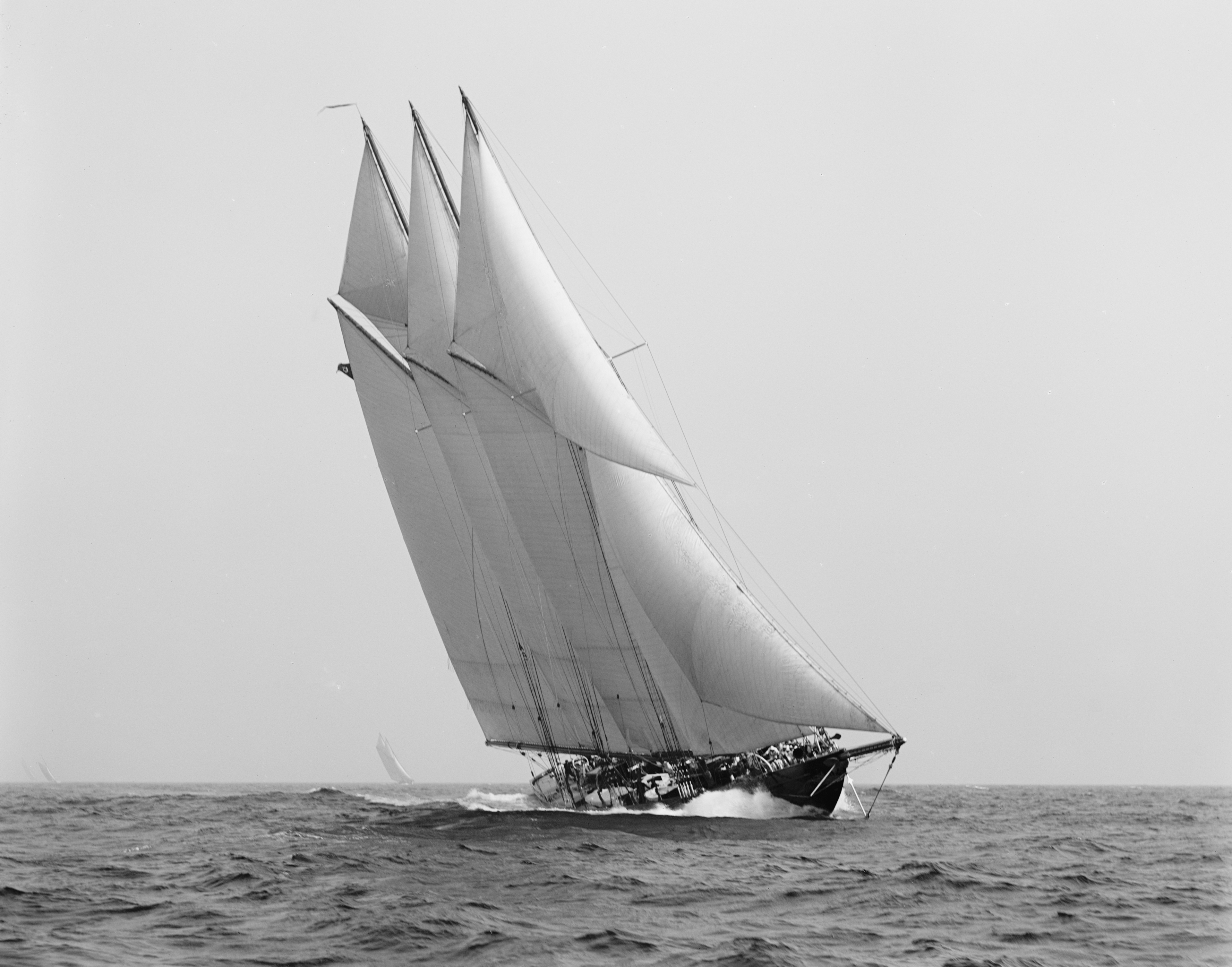
Goleta áurica de tres palos Atlantic, navegando amurada a babor.

Una goleta de estayes es un barco de vela de dos o más palos. Si tiene dos palos, al igual que en una goleta áurica (o «goleta bermudiana»), se llaman maestro (el de popa) y trinquete (el de proa). En cuanto al velamen, en el caso de una goleta áurica de dos palos las velas (de proa a popa) son: foque (o foques), y cangreja. En el caso de una goleta de estayes de dos palos las velas son: foque (o foques), vela de estay y cangreja o «mayor bermudiana». En el siguiente cuadro de comparación se muestran los aparejos de dos goletas de tres palos, una de ellas áurica y la otra de estayes:
| Áurica               | De estayes           |
| -------------------- | -------------------- |
| Foque (foques)       | Foque (foques)       |
| Palo de trinquete    | Palo de trinquete    |
| Cangreja             | Vela de estay        |
| Palo maestro (berga) | Palo maestro (berga) |
| Cangreja             | Vela de estay        |
| Palo de mesana       | Palo de mesana       |
| Cangreja             | Cangreja             |

Cabe citar que las velas de estayes suelen llevar botavara y son «autovirantes».

## Goletas de estayes famosas
- Ailée, de tres palos (diseño y construcción de Camper & Nicholson, propiedad de Mme. Virginie Heriot);
- Creole, de tres palos (diseño y construcción de Camper & Nicholson);
- Luna, de dos palos (diseño de Carter);
- Vendredi Treize;
- Club Mediterranée.